# サン・フェレオール貯水池
サン・フェレオール貯水池はフランスオート＝ガロンヌ県ヴォドゥルイユ、オード県レ・ブリュネル、タルヌ県ソレーズの3つのコミューンにまたがる貯水池である。黒い山 (モンターニュ・ノワール) のサン=フェレオルにあるロド峡谷の入り口を土で作った大きなダムでふさいだものである。ダムの頂上部の長さは 780m 、最大の高さは 32m 、基底部の厚さは 140m である。 貯水池から水を出すために、ダムの基底を貫いている石造のアーチ・トンネルがある。このトンネルにより、泥をダムの底から除去できる。満水にすると、貯水池には 680,000 立方メートル程度の水をためることができる。ロド川から貯水池への入り口で、川が二手に分かれ、一方が貯水池に流れ込み、もう一方が貯水池を迂回して、ダムの下でロド川の下流と合流する。ダムから放流された水はロド川の下流の流れにしたがい、レ・トゥマズ(Les Thoumazes)でリゴール・ド・ラ・プレンヌに合流する。水はさらに流れて、ノールーズ・ベイスンに至り、ミディ運河に注ぐ。

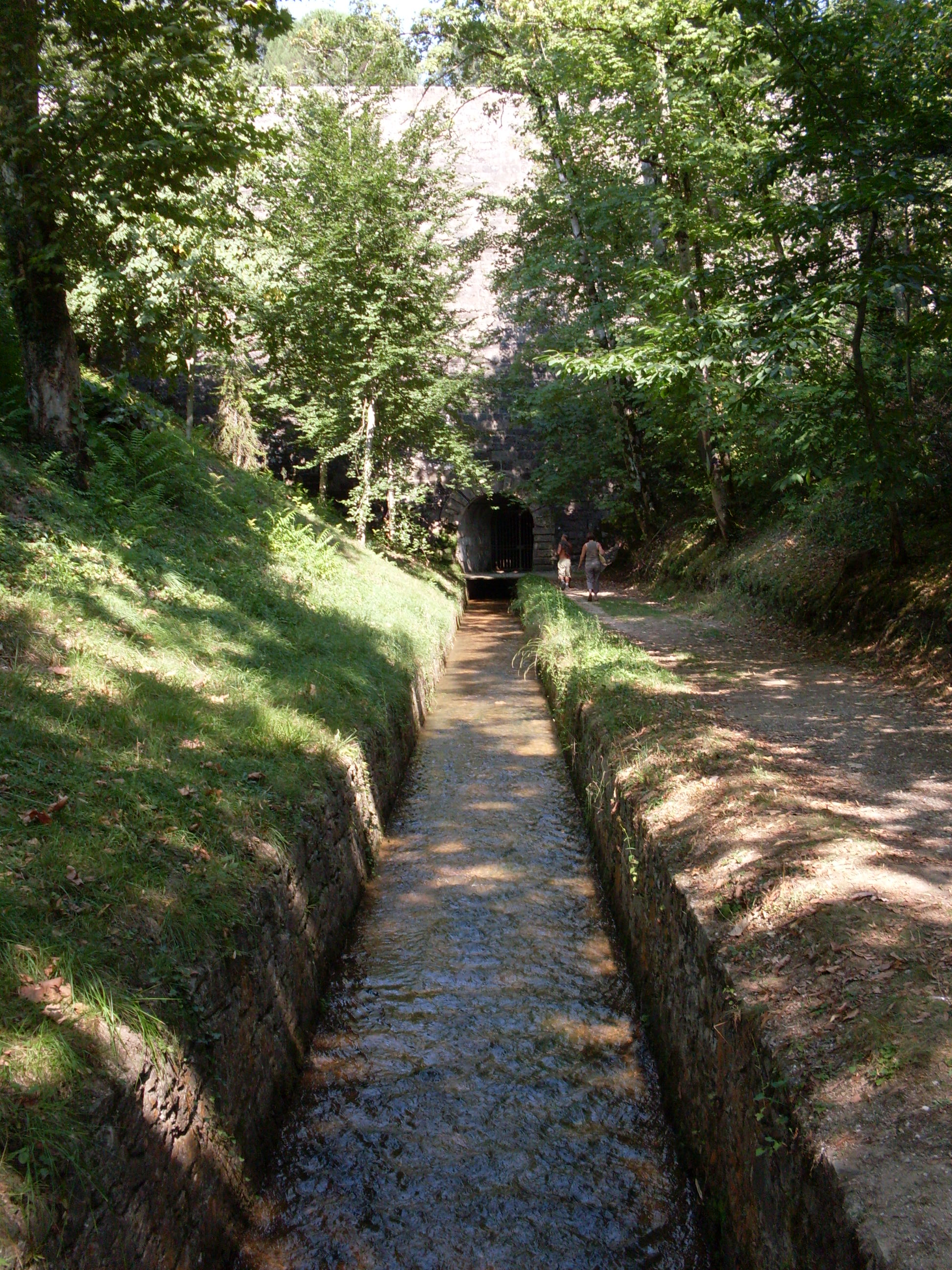
貯水池から流出する水路
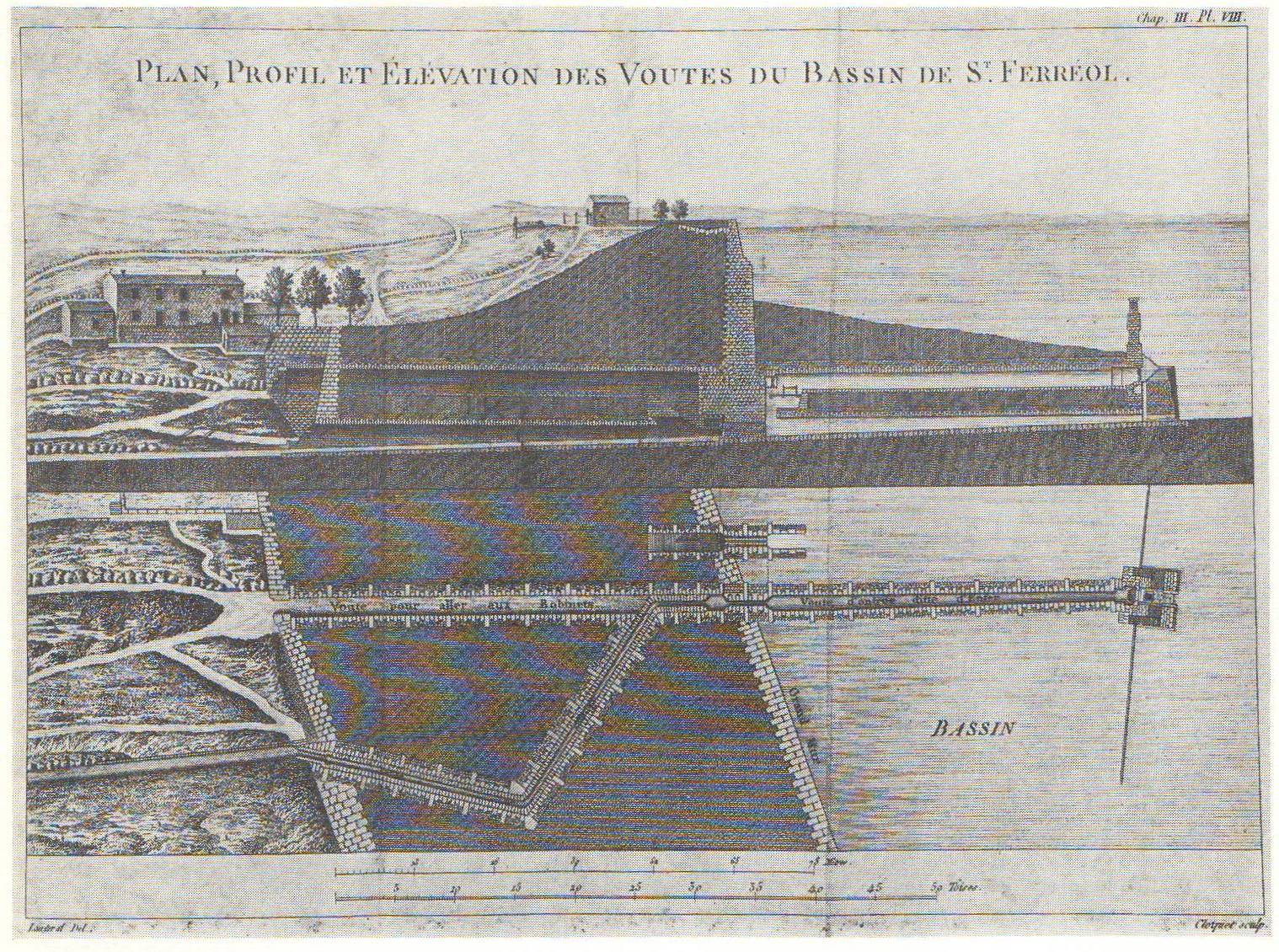
計画時の断面図